# Quercus columnaris
Quercus columnaris là một loài thực vật có hoa trong họ Cử. Loài này được Laughlin miêu tả khoa học đầu tiên năm 1964.